# Heinz Wallberg
Heinz Wallberg   (Herringen, 16 de març de 1923 - Essen, 29 de setembre de 2004) va ser un director d'orquestra alemany.
Wallberg va néixer a Herringen, Westfàlia. Va estudiar trompeta, violí i piano. Va ajudar a donar suport a la seva família amb la seva formació musical després que el seu pare no pogués treballar. Durant la Segona Guerra Mundial, va ser un operador de codi morse, i simultàniament va dirigir una banda de l'exèrcit i va dirigir un quartet de corda.
Després de la guerra, va estudiar als conservatoris de Dortmund i Colònia. Va fer el seu debut com a director d'orquestra a Münster amb Les noces de Figaro de Mozart. Es va convertir en director musical principal a Augsburg el 1954, i a Bremen el 1955, concloent en ambdós llocs el 1960. El 1957, va gravar una escena del Lohengrin, amb l'Orquestra Philharmonia a Londres i les cantants amb Elisabeth Schwarzkopf i Christa Ludwig, sota la producció de Walter Legge. També va gravar la Simfonia número 4 de Mendelssohn l'(italiana), i la seva música incidental A Midsummer Night's Dream. Va dirigir Der Rosenkavalier de Richard Strauss per a la "Royal Opera, Covent Garden" el 1963. Mentrestant, als festivals de Viena i Salzburg va estrenar obres com l'oratori Le Mystere de la Nativité de Frank Martin (1960) i The Mines at Falun de Rudolf Wagner-Régenya (1961). Wallberg va inaugurar el Festival d'Òpera de Múnic el 1962 amb una representació de Die schweigsame Frau de Richard Strauss.
De 1964 a 1975, Wallberg va ser director principal de lOrquestra Tonkünstler de Viena. Va ocupar el mateix càrrec amb lOrquestra de Ràdio de Múnic de 1975 a 1982, i amb la Filharmònica d'Essen de 1975 a 1991. Va ser el primer director dOrquestra d'Alemanya Occidental que va poder dirigir a Alemanya Oriental després de la partició d'Alemanya. El seu debut com a director dels Estats Units no es va produir fins al 1991. Durant els últims 37 anys de la seva vida, va aparèixer cada any amb lOrquestra Simfònica del NHK del Japó. Va dirigir l'estrena a Nova Zelanda de Els mestres cantaires de Nuremberg de Wagner el 1990.
Va ser nominat a un premi Grammy el 1982 pel seu enregistrament de l'òpera Švanda dudák de Weinberger. Va fer un concert a la Basílica de Sant Pere, Roma, per al Papa Joan XXIII el 1959. Heinz Wallberg va ser molt considerat com a director de les simfonies d'Anton Bruckner. Altres enregistraments inclouen Die Königskinder d'Engelbert Humperdinck i La bohème de Ruggero Leoncavallo.
Wallberg es va casar dues vegades, primer amb Maritta Ruhlmann, que va morir el 1967, i més tard amb Murielle Nouget. Va tenir una filla amb Ruhlmann i un fill amb Nouget. Va morir a Essen el 2004, a l'edat de 81 anys.